# Jerzy Lisowski (tłumacz)

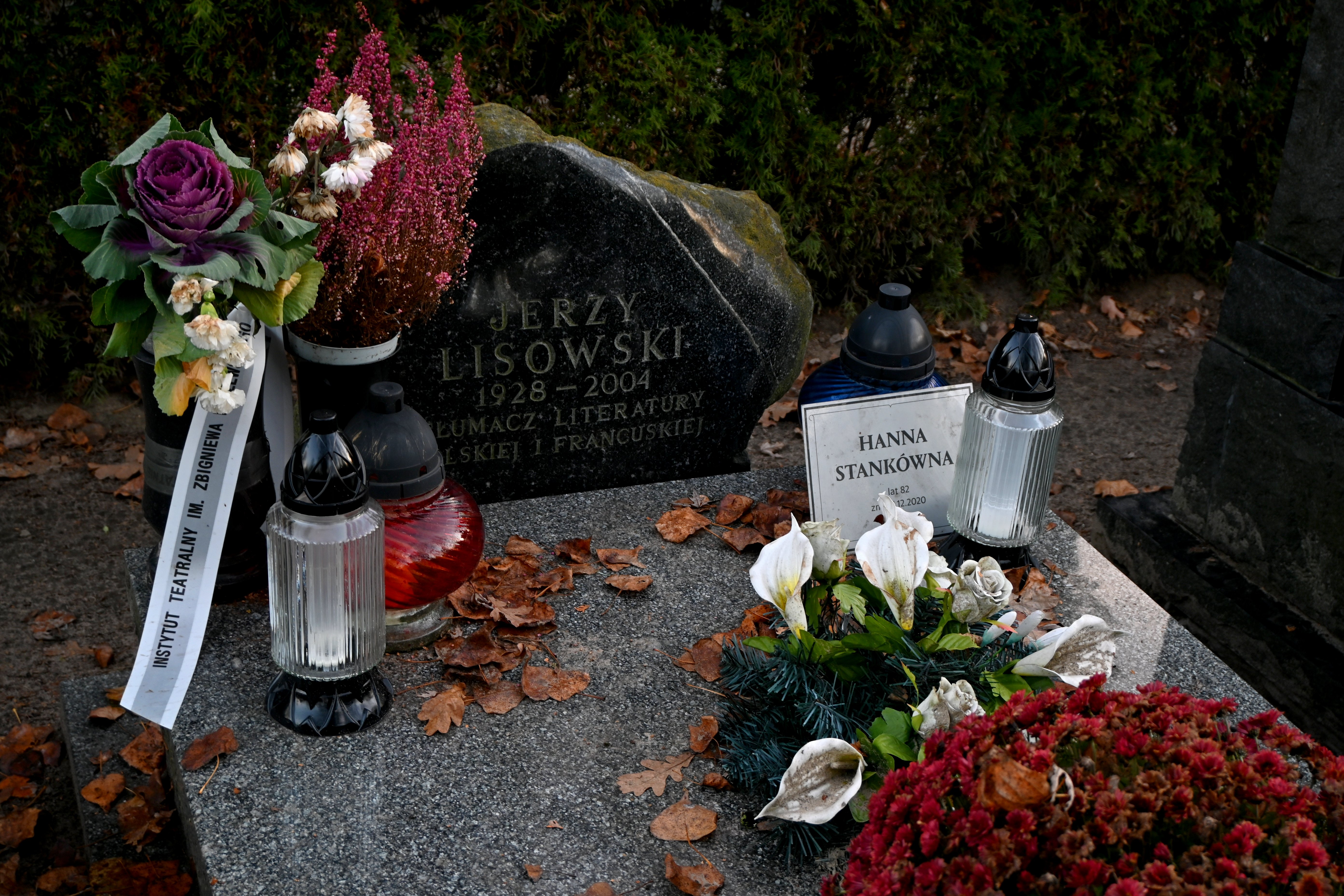
Grób tłumacza Jerzego Lisowskiego i aktorki Hanny Stankówny na cmentarzu Wojskowym na Powązkach w Warszawie

Jerzy Andrzej Lisowski (ur. 10 kwietnia 1928 w Épinay-sur-Seine, zm. 11 września 2004 w Warszawie) – polski krytyk literacki, redaktor naczelny „Twórczości”, tłumacz literatury polskiej na francuski i francuskiej na polski.

## Życiorys
Jego ojciec był Polakiem, a matka Francuzką. Dzieciństwo spędził na Wołyniu. Uczył się w Liceum Krzemienieckim. Podczas wojny przebywał we Francji, gdzie jednocześnie ukończył dwa kierunki: romanistykę i polonistykę na uniwersytecie w Lille.
W 1950 przeniósł się do Polski. Początkowo pracował jako kierownik literacki teatru w Opolu, a od 1951 był redaktorem w wydawnictwie „Czytelnik” w Warszawie. Od 1954 należał do składu zespołu redakcyjnego miesięcznika „Twórczość”, w którym publikował artykuły i przekłady literackie oraz cykl przeglądu prasy francuskiej pt. Francja. W 1970 został zastępcą redaktora naczelnego, a od 1980 do końca życia pełnił funkcję redaktora naczelnego.
Wydał 4-tomową Antologię poezji francuskiej. Był tłumaczem m.in. Jerzego Andrzejewskiego, Witolda Gombrowicza i Jarosława Iwaszkiewicza, Leona Kruczkowskiego, Tadeusza Różewicza, Juliana Stryjkowskiego na język francuski.
Jego pierwszą żoną była Anna Horoszkiewicz (ur. 1930), ich syn Michał Lisowski (1951–2021) był tłumaczem z języka francuskiego i na stale mieszkał z rodziną w Paryżu. Druga żona to aktorka Hanna Stankówna, ich synem jest operator filmowy Kacper Lisowski.
Zmarł w Warszawie, pochowany na cmentarzu Wojskowym na Powązkach (kwatera G-tuje-2).

## Ordery i odznaczenia
- Krzyż Komandorski z Gwiazdą Orderu Odrodzenia Polski (2003)[1]
- Medal ZAiKS-u (1988)[3]
- Odznaka honorowa ZAiKS-u (1978)[3]
- Kawaler Orderu Legii Honorowej (Francja)
- Kawaler Orderu Sztuki i Literatury (Francja)

## Nagrody
- Grand Prix de Traduction za przekład Wniebowstąpienia Tadeusza Konwickiego (1971)
- Nagroda Pen Clubu za przekłady literatury polskiej na języki obce (1973)
- Nagroda Państwowa II stopnia (1974)[4]
- Dyplom Ministra Spraw Zagranicznych za wybitne zasługi w propagowaniu kultury polskiej za granicą (1977)[5]
- Nagroda literacka ZAiKS-u dla tłumaczy (1988)[3]
- Nagroda Ministra Kultury za rok 2001 w dziedzinie literatury (2002)